# Christine Zierl
Christine Zierl (* 12. Juli 1962 nach anderen Angaben am 24. November 1957 in München, gebürtig Christina Giannakopoulos) ist eine deutsche Schauspielerin. Sie wurde bekannt unter ihrem Künstlernamen Dolly Dollar, benutzt jedoch seit Anfang des 21. Jahrhunderts wieder ihren bürgerlichen Namen.

## Leben und Karriere
Nach einer Ausbildung an der Ballettschule Roleff King und der Schauspielschule Gernot Heindl in München wurde Zierl von dem Produzenten Karl Spiehs für Komödien wie Cola, Candy, Chocolate entdeckt und spielte auch in Kinofilmen des Regisseurs Klaus Lemke wie Arabische Nächte und Flitterwochen mit. 
In der zweiten Folge der Fernsehserie Monaco Franze, Die italienische Angelegenheit, trat Zierl als Dolly auf. Danach war sie hauptsächlich in leichten Film- und Fernsehkomödien zu sehen, später konnte sie auch als Charakterdarstellerin in dramatischen Rollen überzeugen. So wirkte sie etwa 1992 in der Tatort-Folge Experiment neben Manfred Krug und Charles Brauer mit. 
Gelegentlich agiert Zierl auch als Theaterschauspielerin. 2001 wirkte sie bei den Karl-May-Spielen in Bad Segeberg in einer Dramatisierung von Der Schatz im Silbersee mit, 2015 übernahm sie eine Rolle bei Peter Steiners Theaterstadl.
Zu Beginn der 1980er Jahre versuchte Zierl sich als Sängerin und veröffentlichte die LPs Come a little bit closer und I mog koa Bier. 1985 eröffnete sie ihr Lokal „Dollys Treff“ in München. In dieser Zeit wurde sie ihrer großen Oberweite wegen auch als „Busenwunder“ bezeichnet. Im September 2016 nahm sie unter ihrem Künstlernamen Dolly Dollar an der vierten Staffel der Sat-1-Reality-Show Promi Big Brother teil.   
Von 1988 bis 2001 war Zierl mit dem Schauspieler Helmut Zierl verheiratet, mit dem sie zwei Söhne (* 1992 und 1995) hat. Aus einer früheren Beziehung stammt ein weiterer Sohn (* 1982). Zierl wohnte zeitweise in Lütjensee. Seit 2014 lebt sie wieder in München.
2025 wurde bekannt, dass sie seit einigen Jahren als Bankangestellte bei einer Münchner Bank arbeitet.

## Filmografie (Auswahl)
| - 1978: Popcorn und Himbeereis - 1979: Sunnyboy und Sugarbaby - 1979: Cola, Candy, Chocolate - 1979: Der Allerletzte (Fernsehfilm) - 1979: Graf Dracula (beisst jetzt) in Oberbayern - 1979: Arabische Nächte - 1980: Flitterwochen - 1980: Keiner hat das Pferd geküßt - 1981: Heute spielen wir den Boß – Wo geht’s denn hier zum Film? - 1982: Drei gegen Hollywood (Fernsehfilm) - 1983: Monaco Franze – Der ewige Stenz (Fernsehserie, Folge Die italienische Angelegenheit) - 1983: Das verrückte Strandhotel - 1983: Manche mögens prall (C.O.D.) - 1984: Eis am Stiel 5 – Die große Liebe - 1985: Blam! (Fernsehserie) - 1985: Geschichten aus der Heimat (Fernsehserie) Episode: Die Platzwunde - 1986: Die Schokoladen-Schnüffler - 1986: Irgendwie und Sowieso (Fernsehserie, Folge Sir Quickly und die Frauen) - 1986: Zur Freiheit (Fernsehserie, Folge Von unt drunt rauf) - 1987: Auf Achse (Fernsehserie, Folge Im Urwald vermisst) - 1987: Die Hausmeisterin (Fernsehserie, Folge Alles was rund ist) - 1986: Die Hausmeisterin (Fernsehserie, Folge Alles auf Anfang) - 1987: Das Viereck (Fernsehfilm) | - 1988: Heimatmuseum - 1990: Ein Schloß am Wörthersee (Fernsehserie, Folge Der Ehrengast) - 1990: Die Hallo-Sisters - 1991: Zockerexpreß - 1991: Himmelsschlüssel (Fernsehfilm) - 1992: Tatort: Experiment - 1993: Die Denunziantin - 1995: Das Kapital (Fernsehfilm) - 1995: Liebling, ich muß auf Geschäftsreise (Fernsehfilm) - 1996: Dr. Monika Lindt – Kinderärztin, Geliebte, Mutter (Fernsehfilm) - 1996: Hallo, Onkel Doc! (Fernsehserie, Folge Kunstfehler) - 1998: Die Menschen sind kalt - 1998: Das Glück wohnt hinterm Deich (Fernsehfilm) - 1998: Silvias Bauch (Fernsehfilm) - 1999: Alarm für Cobra 11 – Die Autobahnpolizei (Fernsehserie, 2 Folgen) - 2001: Unser Charly (Fernsehserie, Folge Reingelegt) - 2001: Der Ermittler (Fernsehserie, Folge Zweikampf) - 2002–2006: Absolut das Leben (Fernsehserie) - 2003: Um Himmels Willen (Fernsehserie, Folge Falsche Fünfzigerin) - 2005: SOKO Kitzbühel (Fernsehserie, Folge Land & Leute) - 2008: Der Komödienstadel (Fernsehserie, Folge Die Weiberwallfahrt) - 2018: Der große Rudolph - 2024: Hundswut |